# Courcelles-Sapicourt
Courcelles-Sapicourt ist eine französische Gemeinde mit 395 Einwohnern (Stand: 1. Januar 2022) im Département Marne in der Region Grand Est (vor 2016 Champagne-Ardenne). Die Gemeinde gehört zum Arrondissement Reims und zum Kanton Fismes-Montagne de Reims. Die Einwohner werden Courcellois und Sapicaviens genannt.

## Geographie
Courcelles-Sapicourt liegt etwa 17 Kilometer westnordwestlich des Stadtzentrums von Reims. Umgeben wird Courcelles-Sapicourt von den Nachbargemeinden Prouilly im Norden, Muizon im Norden und Nordosten, Rosnay im Süden und Osten, Savigny-sur-Ardres im Südwesten, Branscourt im Westen und Nordwesten sowie Jonchery-sur-Vesle im Nordwesten.

## Bevölkerungsentwicklung
| Jahr                       | 1962 | 1968 | 1975 | 1982 | 1990 | 1999 | 2006 | 2018 |
| Einwohner                  | 81   | 127  | 122  | 160  | 182  | 187  | 233  | 386  |
| Quellen: Cassini und INSEE |      |      |      |      |      |      |      |      |

## Sehenswürdigkeiten

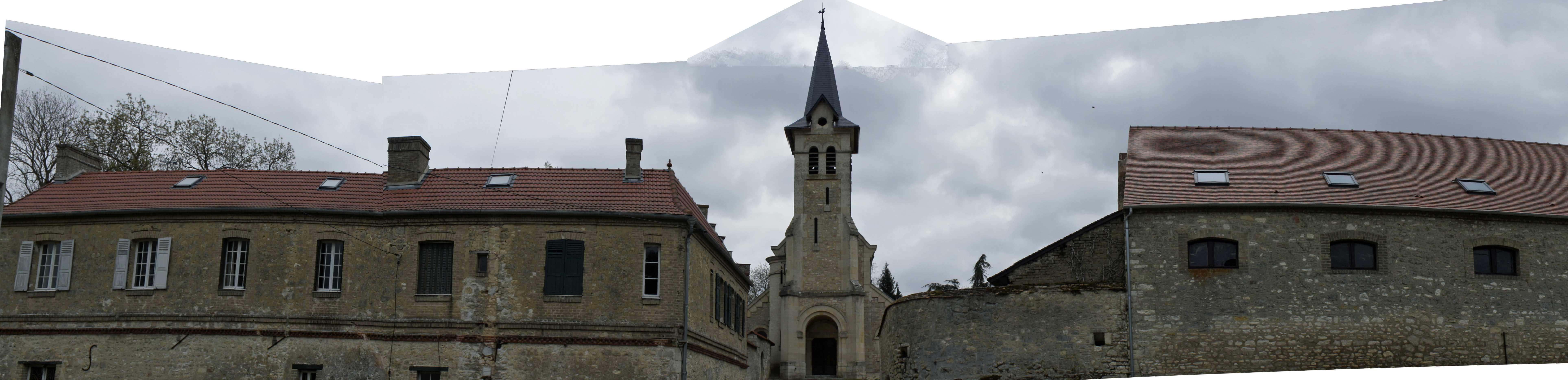
Kirche Notre-Dame

- Kirche Notre-Dame